# Albert Büchi
Pour les articles homonymes, voir Büchi.
Albert Büchi, né le 27 juin 1907 à Winterthour et mort en août 1988 dans la même ville, est un coureur cycliste suisse, professionnel de 1931 à 1937. Champion de Suisse sur route en 1931, il s'est classé troisième du championnat du monde sur route cette année-là. Il a participé à quatre Tours de France avec l'équipe de Suisse. Son meilleur résultat y est la 9e place du classement général du Tour 1931. Son frère Alfred a également été cycliste professionnel.

## Palmarès

### Palmarès amateur
- 1930
  -  Champion de Suisse sur route amateurs
  - 5e du championnat du monde sur route amateurs

### Palmarès professionnel
- 1931
  -  Champion de Suisse sur route
  - Grand Prix de l'Écho d'Alger
  - 3e du Championnat de Zurich
  - 3e du Tour du lac Léman
  -  3e du championnat du monde sur route
  - 9e du Tour de France
- 1932
  - Sion-Lausanne-Sion
  - 2e du championnat de Suisse sur route
- 1933
  - Tour du lac Léman
  - 2e du Tour du Nord-Ouest de la Suisse
  - 2e du Tour de Suisse
  - 8e du championnat du monde sur route
- 1934
  - Tour de Haute-Savoie
- 1935
  - 7e étape du Tour de Suisse
  - 10e du Tour de Suisse
- 1936
  - 3e du championnat de Suisse sur route

## Résultats sur les grands tours

### Tour de France
4 participations
- 1931 : 9e
- 1932 : 11e
- 1933 : 13e
- 1934 : 17e

### Tour d'Italie
1 participation
- 1934 : non-partant (15e étape)